# John Blackthorne
John Blackthorne – główny bohater powieści Jamesa Clavella Shōgun z 1975 roku. Postać Johna Blackthorne’a została luźno oparta na życiu siedemnastowiecznego żeglarza angielskiego Williama Adamsa. John Blackthorne, grany przez Richarda Chamberlaina, to także główny bohater serialu telewizyjnego Szogun z 1980 roku, opartego na powieści Clavella.